# Wadim Nikolajewitsch Krassikow

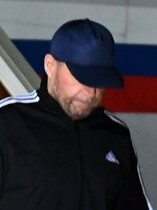
Krassikow (2024)

Wadim Nikolajewitsch Krassikow (russisch Вадим Николаевич Красиков; * 10. August 1965) ist ein russischer Geheimdienstmitarbeiter und verurteilter Mörder. Krassikow reiste im August 2019 unter dem Decknamen Wadim Sokolow nach Berlin und erschoss Selimchan Changoschwili, einen tschetschenisch-georgischen Kommandeur tschetschenischer Milizen und Unterstützer des Kaukasus-Emirats, der ab 2002 als angeblicher Terrorist von russischen Behörden gesucht wurde. Krassikow wurde im Dezember 2021 vor dem Berliner Kammergericht wegen Mordes zu lebenslanger Haft verurteilt und im August 2024 im Rahmen eines Gefangenenaustauschs nach Russland überstellt.

## Leben
Krassikow wurde 1965 in der damaligen Kasachischen Sozialistischen Sowjetrepublik geboren.
Von 12. Dezember 1989 bis 27. Januar 2004 war Krassikow mit Tatjana Iwanowa Krassikowa liiert.
Es ist nicht bekannt, wann genau Krassikow in Dienst des FSB trat, laut Angaben des Pressesprechers von Präsident Putin, Dmitri Peskow, war er jedoch während seiner Dienstzeit Mitglied der FSB-Spezialeinheit ALFA. Gleichzeitig stand er laut mehrerer Aussagen in russischen und deutschen Medien sowie der Staatsanwaltschaft Berlin auch in enger Verbindung zu Mitgliedern der Schwestereinheit Wympel. Unter anderem soll er als Leibwächter des Präsidenten fungiert haben.
Zusammen mit dem FSB-Offizier und Vympel-Mitglied Wladimir Fomenko wurde er im Zusammenhang mit einem Mord an einem Geschäftsmann in der russischen Republik Karelien im Jahr 2007 angeklagt. Die Anklage wurde später fallengelassen. Bei einem Attentat auf einen Geschäftsmann 2013 in Moskau war Krassikow der Hauptverdächtige. Das Opfer wurde hier – wie im Kleinen Tiergarten – mit Pistolenschüssen ermordet, nachdem sich der Attentäter von hinten auf einem Fahrrad genähert hatte. Als Verdächtiger wurde am 29. Januar 2014 Wadim Krassikow zur Fahndung ausgeschrieben. Der Gesuchte wurde in eine Datenbank von Interpol eingestellt. Obwohl Krassikow mithilfe von Zeugen und Aufnahmen von Verkehrskameras als Tatverdächtiger identifiziert werden konnte, wurde die Interpol-Fahndung ein Jahr später kommentarlos gelöscht. Das Strafverfahren in Moskau wurde nicht zu Ende geführt. Die Übereinstimmung der Fotos aus der damaligen Fahndung und dem Angeklagten Krassikow wurde von deutschen Ermittlern erkannt.

## Berliner Tiergartenmord
Krassikow ermordete am 23. August 2019 im Kleinen Tiergarten den tschetschenischstämmigen Georgier Selimchan Changoschwili, der im Zweiten Tschetschenienkrieg Leiter einer Kampfgruppe gegen Russland und Offizier im Kaukasuskrieg 2008 war. Er war zuvor mehrfach Attentaten entkommen und hielt sich seit Dezember 2016 unter dem Namen Tornike K. in Berlin auf. Dort hatte er politisches Asyl beantragt, das abgelehnt wurde, da er zunächst als terroristischer Gefährder, danach als „relevante Person“ eingestuft wurde. Ihm wird vonseiten Russlands vorgeworfen, an Kriegsverbrechen und Terrorakten beteiligt gewesen zu sein. Laut Bellingcat beantragte die russische Staatsanwaltschaft entgegen einer Aussage von Wladimir Putin nie die Auslieferung von Changoschwili. Putin reagierte mit der Erklärung, die russische Staatsanwaltschaft habe nie einen formellen Auslieferungsantrag gestellt, Deutschland sei über Geheimdienstkanäle angesprochen worden. Nach Ermittlungen des BKA hatte der FSB dem BKA eine Liste mit Changoschwili und 18 weiteren Personen übermittelt, die von Russland als Mitglieder der islamistischen Terrororganisation Kaukasisches Emirat bezeichnet wurden.
Ein vermeintlicher Bauingenieur der russischen Tarnfirma ZAO RUST mit einem Pass auf den Namen Wadim Sokolow (englische Transkription Vadim Sokolov) reiste Mitte August 2019 als Tourist mit einem französischen Visum über Paris und Warschau nach Berlin. Der Pass war zwar echt, einen Staatsbürger mit den entsprechenden persönlichen Daten gibt es in russischen Datenbanken jedoch erst seit 2015 (Ausstellung des Passes) bzw. 2019 (erstmalige Erfassung als Steuerzahler). Die Passnummer gehört zu einem Kontingent, das bereits in früheren Fällen vom Geheimdienst FSB für gefälschte Identitäten verwendet wurde. Die Ermittler gehen davon aus, dass es sich bei Sokolow und Krassikow um dieselbe Person handelt.
Laut Zeugen soll sich Krassikow dem Opfer von hinten auf einem Fahrrad genähert und ihm dreimal in Kopf und Rücken geschossen haben. Daraufhin sei er in Richtung der Lessingbrücke geflüchtet. Hier wurde von weiteren Zeugen beobachtet, wie er sich seiner Kleidung entledigte sowie das Fahrrad und die Tatwaffe in die Spree warf. Die Polizei konnte ihn kurz darauf festnehmen. Im Juni 2020 erhob der Generalbundesanwalt Anklage.
Auch ein Zeuge aus dem ukrainischen Charkiw identifizierte den Angeklagten als Wadim Krassikow, den Ehemann der Schwester seiner Frau. Bei einer früheren Aussage hatte der Zeuge noch angegeben, den Angeklagten nicht zu kennen. Er begründete diesen Widerspruch mit Angst vor dem russischen Geheimdienst. Zur Stützung seiner Aussage legte er Fotografien vor. Hier wurden unter anderem Übereinstimmungen mit zwei Tätowierungen des Angeklagten festgestellt. Zuvor hatte auch die Recherche-Plattform Bellingcat die wahre Identität des Angeklagten bestätigt.
Aufgrund geheimdienstlicher Hinweise, dass Krassikow in Haft vergiftet werden soll, wurde er im Jahr 2019 zunächst in ein Gefängniskrankenhaus, später in den Hochsicherheitstrakt der Justizvollzugsanstalt Tegel und schließlich in ein anderes Bundesland verlegt. Der Auftraggeber für den Mord war laut Bundesanwaltschaft der russische Staat.
Das Berliner Kammergericht verurteilte den Täter am 15. Dezember 2021 zu lebenslanger Haft und stellte die besondere Schwere der Schuld fest. Krassikow saß zunächst in der Justizvollzugsanstalt Tegel ein; später wurde er aufgrund von Sicherheitserwägungen in die JVA Straubing und zuletzt in die JVA Offenburg verlegt.
Vertreter der Nebenklage wiesen auf ein russisches Gesetz aus dem Jahr 2006 hin, das es dem Staat erlaube, Terroristen hinzurichten. Der Befehl hierzu müsse vom russischen Präsidenten erteilt werden. Der russische Staat beteiligte sich – trotz verschiedener Ersuchen – nicht an der Aufklärung des Falles.

## Gefangenenaustausch 2024

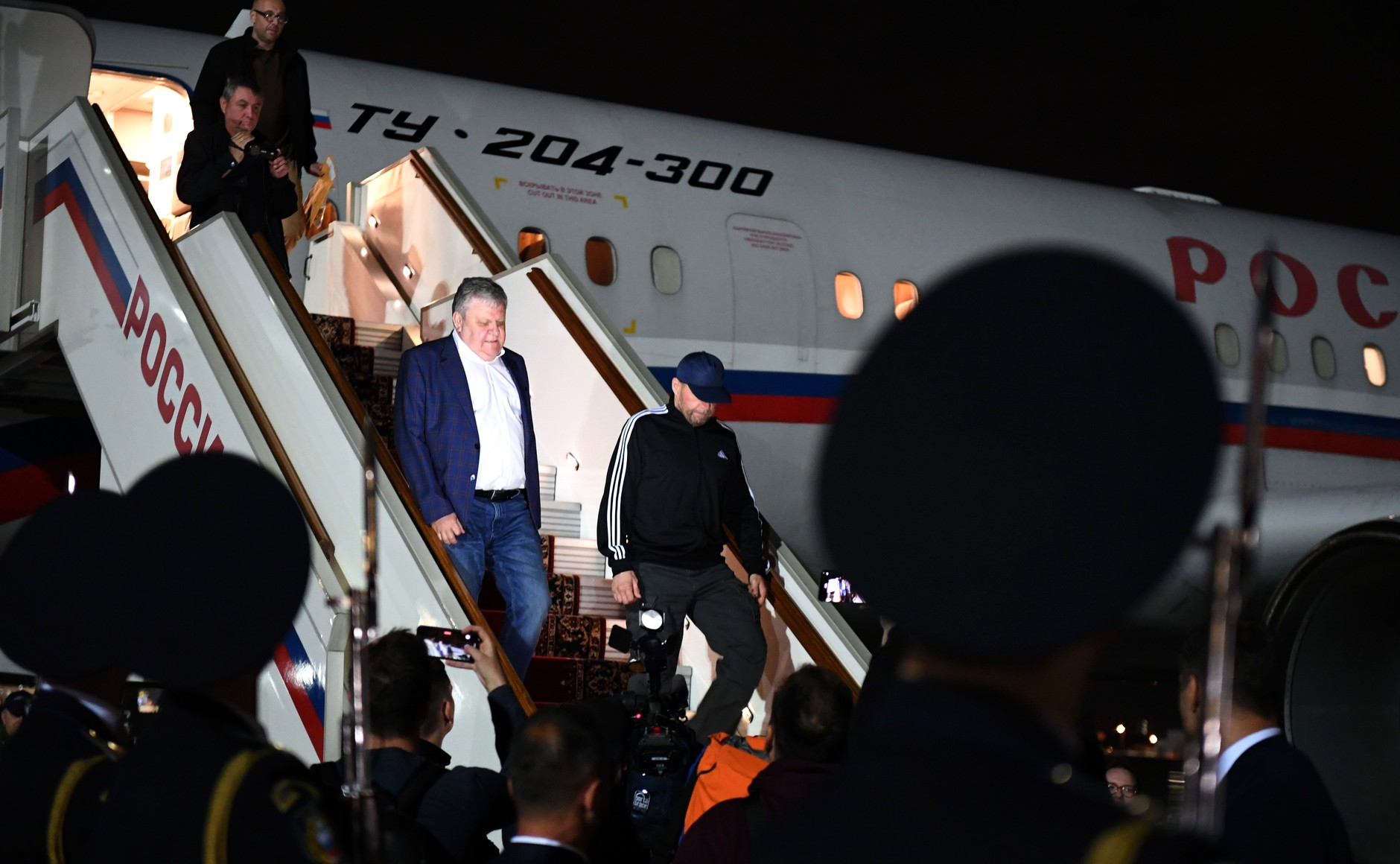
Wadim Krassikow (mit Baseballkappe) am 1. August 2024 am Flughafen Moskau-Wnukowo nach dem Gefangenenaustausch

Der Leiter für strategische Kommunikation des US-amerikanischen Sicherheitsrates, John Kirby, erklärte im Juli 2022, dass die Regierung Russlands bei Verhandlungen zu einem Gefangenenaustausch auch die Freilassung von Krassikow gefordert habe. Kurz nach dem Tod Alexej Nawalnys im Februar 2024 berichtete dessen Mitarbeiterin Marija Pewtschich, dieser sollte zusammen mit zwei in Russland wegen Spionage inhaftierten US-Bürgern, dem US-Soldaten Paul Whelan und Wall-Street-Journal-Reporter Evan Gershkovich, gegen Krassikow ausgetauscht werden. Deutschland habe Bereitschaft signalisiert, Krassikow auszuliefern. Die deutsch-russischen Verhandlungen über einen Gefangenenaustausch waren weit fortgeschritten. Dies berichteten neben CNN die Moscow Times unter Berufung auf eine Recherche des russischen Investigativportals Agentstvo.
Im Rahmen des internationalen Häftlingsaustausches im August 2024 wurde Krassikow über die Türkei nach Russland überstellt. Die Ausweisung geschah auf Weisung an Generalbundesanwalt Jens Rommel durch Bundesjustizminister Marco Buschmann gemäß § 456a Absatz 1, 3. Alternative Strafprozeßordnung. Diese Weisung war erforderlich geworden, weil der Generalbundesanwalt nach einer Abwägung zu dem Ergebnis gekommen war, eine Überstellung abzulehnen, da das Vollstreckungsinteresse gegen Krassikow höher als das Ausweisungsinteresse wiege, hieß es aus Justizkreisen. Nicht nur müsse der Staat gerade bei einem Mord ein Urteil auch tatsächlich vollstrecken, es dürfe auch auf keinen Fall ein Exempel statuiert werden. Das könne deutsche Staatsbürger im Ausland einer erheblichen Gefahr willkürlicher Verhaftungen aussetzen. Der Justizminister erklärte, er verantworte ein besonders bitteres Zugeständnis. „Um 16 Menschen ein neues Leben in Freiheit zu ermöglichen, haben wir einen verurteilten Mörder nach Russland ausgewiesen.“ Neben Unterstützung und Verständnis für die Entscheidung Buschmanns, gab es teilweise auch deutliche Kritik. So kommentierte der Rechtswissenschaftler Franz Mayer, dass das Austauschen eines Auftragsmörders durch eine Regierung oder Behörde einen schweren Schaden für den Rechtsstaat darstelle. Er forderte daher, dass der § 456a der Strafprozessordnung bei der Feststellung der besonderen Schwere der Schuld keine Anwendung mehr finden dürfe.
Der Pressesprecher der russischen Regierung Dmitri Sergejewitsch Peskow bestätigte nach der Freilassung erstmals, dass Krassikow für den russischen Inlandsgeheimdienst FSB arbeitet, nämlich für die Sondereinheit Alpha. Es gibt außerdem eine Verbindung zur Spezialeinheit Wympel. Er wurde von Präsident Putin am Flughafen mit einer Umarmung begrüßt. Putin und Krassikow kennen sich persönlich von Schießübungen des FSB.